# Национален музей на Таджикистан
Националният музей на Таджикистан (на таджикски: Осорхонаи миллии Тоҷикистон) е музей в Душанбе, столицата на Таджикистан.

## Изложби
Музеят е с обща площ от 24 000 m2, от които над 15 000 m2 са изложбени зали. Състои се от четири изложбени отдела – отдел по естествена история, отдел по древна и средновековна история, отдел по нова и съвременна история и отдел по изящни и приложни изкуства.

## Галерия
- Елинистичен сатир от Тахт-и Сангин
- Елинистична статуетка от Тахт-и Сангин, III – IV век пр.н.е.
- Елинистична статуетка от Тахт-и Сангин, II – III век пр.н.е.
- Глинено пано – Кафир-кала, VII век